# Bảo tàng Vùng Rawicka ở Rawicz
Bảo tàng Vùng Rawicka ở Rawicz (tiếng Ba Lan: Muzeum Ziemi Rawickiej w Rawiczu) là một bảo tàng có trụ sở là tòa nhà của Tòa thị chính Rawicz, tọa lạc tại số 1 Quảng trường chợ, Rawicz, Ba Lan.

## Lược sử hình thành
Bảo tàng Vùng Rawicka ở Rawicz được thành lập vào năm 1973, sau khi chính quyền thành phố rời khỏi Tòa thị chính và tòa nhà đang được tu bổ.

## Triển lãm
Bảo tàng Vùng Rawicka ở Rawicz hiện đặt các triển lãm thường trực tại các phòng sau:
- Phòng Dân tộc học: triển lãm giới thiệu văn hóa dân gian của khu vực Rawicz (trang phục dân gian, đồ nội thất, vật dụng hàng ngày, nhạc cụ dân gian, và các thứ khác)
- Sảnh Thủ công Mỹ nghệ ngày trước: triển lãm về lịch sử của hàng thủ công địa phương, đặc biệt là làm vải (công cụ và máy móc phục vụ công việc của thợ may, thợ mộc, thợ rèn, thợ đóng giày, và các kỷ vật khác)
- Hội trường Bracka Roman Rybacki: triển lãm về lịch sử và các hoạt động của Fowler Brotherhood ở Rawicz và vùng phụ cận
- Sảnh Kadecka: triển lãm về lịch sử của Quân đoàn Thiếu sinh quân số 3 hoạt động ở Rawicz từ năm 1925 (tài liệu, hình ảnh, quân phục thiếu sinh quân, huy chương, và các thứ khác). Đây là triển lãm đầu tiên và hiện là triển lãm lớn nhất ở Ba Lan dành cho lịch sử của các trường Thiếu sinh quân trước Chiến tranh thế giới thứ hai.
- Phòng Chân dung: trưng bày tranh chân dung của những lãnh đạo thành phố trong thế kỷ 17 và 18
- Văn phòng thị trưởng lịch sử: tái hiện các chức năng cũ của tòa thị chính vốn trước đây là nơi đặt trụ sở của chính quyền thành phố
- Hội trường Stanisław Kukla: trưng bày tác phẩm hội họa của các danh họa gắn liền với vùng đất Rawicz và Wrocław.

Trong Bảo tàng cũng có một bộ sưu tập nghệ thuật đương đại Châu Âu phong phú. Phòng trưng bày là nơi Bảo tàng tổ chức các cuộc triển lãm tạm thời.

## Giờ mở cửa
Bảo tàng Vùng Rawicka ở Rawicz hoạt động quanh năm, mở cửa tất cả các ngày trong tuần, riêng Chủ nhật chỉ phục vụ các nhóm có tổ chức. Khách tham quan phải trả phí vào cửa, trừ ngày thứ Năm được vào cửa miễn phí.